# Cosmoconus tibeticus
Cosmoconus tibeticus är en stekelart som beskrevs av Dmitriy R. Kasparyan 1971. Cosmoconus tibeticus ingår i släktet Cosmoconus och familjen brokparasitsteklar. Inga underarter finns listade i Catalogue of Life.